# Aandelenkapitaal
Het aandelenkapitaal van een onderneming is het bedrag waartegen een onderneming aandelen aan aandeelhouders heeft uitgegeven of kan uitgeven.

## Onderverdeling
Het aandelenkapitaal kan worden onderverdeeld in:

### Geplaatst aandelenkapitaal
Het geplaatste aandelenkapitaal is het (recht op) kapitaal dat door de onderneming is uitgegeven en dat door aandeelhouders aan de onderneming is verschaft. De aandeelhouders hebben hiervoor aandelen ontvangen. Vaak wordt het afgekort als GAK.

### (Vol)gestort aandelenkapitaal
Het (vol)gestorte aandelenkapitaal is het deel van het geplaatste kapitaal waarvan de onderneming daadwerkelijk gelden, of in sommige gevallen goederen, heeft ontvangen. Als het kapitaal nog niet 100% is volgestort heeft de onderneming het recht de rest van het aandelenkapitaal op te eisen. Een relevant begrip is het 'opgevraagde deel van het kapitaal'. Dit is het geplaatste kapitaal voor zover dat niet is gestort, maar waarvan de onderneming heeft besloten dat het volgestort dient te worden. In dit geval heeft de onderneming een directe vordering op de aandeelhouders.

### Nominaal aandelenkapitaal
Het nominale aandelenkapitaal is het bedrag dat juridisch aan aandelen verbonden is, en feitelijk gelijk aan het geplaatste aandelenkapitaal. Veel aandelen op de beurs hebben een veel hogere koers dan de nominale waarde. Zo kan de beurswaarde van een aandeel van nominaal enkele euro's bijvoorbeeld 50 euro bedragen.
Indien een onderneming zelf nieuwe aandelen uitgeeft boven de nominale waarde, ontstaat voor het verschil een zogenaamde agioreserve. In sommige gevallen wordt minder ontvangen dan de nominale waarde, dan is sprake van een disagio.

### Maatschappelijk aandelenkapitaal
Het maatschappelijk kapitaal is het in de statuten vermelde maximumbedrag waartegen aandelen mogen worden uitgegeven. Voor een B.V. is het maatschappelijk kapitaal facultatief. Voor een N.V. geldt in Nederland dat minstens het minimumkapitaal (€45.000,-) of minstens een vijfde deel, als dat hoger is dan het minimumkapitaal, van het maatschappelijk kapitaal moet zijn geplaatst.

## Voorbeeld
Een pas opgerichte onderneming kent een in de statuten vastgelegd maatschappelijk aandelenkapitaal van vijf miljoen euro. Deze onderneming heeft bij enkele aandeelhouders voor nominaal twee miljoen euro aan aandelen geplaatst. Deze twee miljoen staat op de balans van de onderneming als geplaatst aandelenkapitaal.
De aandeelhouders hebben 50% gestort, dus één miljoen. De onderneming, die groeiplannen heeft, kan de andere 50% later in het jaar opeisen. Als de onderneming nog verder wil groeien kan zij, bij het uitgeven van nieuwe aandelen, tot maximaal vijf miljoen euro groeien.